# Taeromys celebensis
Taeromys celebensis är en däggdjursart som först beskrevs av Gray 1867.  Taeromys celebensis ingår i släktet Taeromys och familjen råttdjur. Inga underarter finns listade i Catalogue of Life.

## Utseende
Denna gnagare är stor med en kroppslängd (huvud och bål) av 201 till 250 mm, en svanslängd av 244 till 306 mm och en vikt av 190 till 345 g. Den har 45 till 56 mm långa bakfötter och 25 till 28 mm stora öron. Typisk är mjuk och tät päls med korta täckhår. Den är på ovansidan mörk gråbrun och på undersidan krämfärgad till vit. Kännetecknande är avrundade mörkbruna öron och en svans som är svartbrun i främre tredje delen eller främre hälften och sedan vit. Honans spenar är ordnade i par och det finns två före bukens mitt samt fyra vid ljumsken. Hannar har 39 och honor 40 kromosomer i den diploida kromosomuppsättningen.

## Utbredning och ekologi
Arten lever på norra och östra Sulawesi. Den vistas i låglandet och i bergstrakter upp till 1200 meter över havet. Habitatet utgörs av tropiska städsegröna skogar. Taeromys celebensis klättrar i motsats till andra arter av samma släkte i växtligheten och har därför en påfallande lång svans.
Taeromys celebensis hamnar oftare i fällor än andra släktmedlemmar när den vistas på marken. Djuret äter främst frukter. En kull består av två eller tre ungar.

## Hot
Regionalt påverkas beståndet av landskapsförändringar. I östra delen av norra halvön jagas gnagaren för köttets skull. Allmänt är Taeromys celebensis inte sällsynt. IUCN kategoriserar arten globalt som livskraftig.